# Биелина
Биелина (на босненски: Бијељина или Bijeljina) е град в Република Сръбска, Босна и Херцеговина. Населението на града през 2013 година е 125 753 души.

## Физико-географска характеристика
Градът е разположен в историко-географската област Семберия, на кръстопът между Сърбия и Хърватия с вътрешността на Босна. Намира се в подножието на планината Майевица, между реките Сава и Дрина.

## Спорт
Местен футболен тим е Радник, основан през 1945 година.

## Личности
- Саво Милошевич – футболист
- Родолюб Чолакович – комунист
- Мориц Романо – югославски партизанин и политик от Социалистическа република Македония
- Родолюб Вулович (р. 1950), турбофолк певец
- Лиляна Рики, филантроп

## Побратимени градове
- Русе, България
- Крушевац, Сърбия
- Куманово, Северна Македония
- Лангенхаген, Германия